# Overcooked 2
《Overcooked 2》는 팀17과 고스트 타운 게임스가 개발하고 팀17이 배급한 코옵(cooperatve gameplay), 요리 시뮬레이션 게임이다. 또한 플레이스테이션 5, 엑스박스 시리즈 X 대응으로 전작 《Overcooked》와 합본으로 출시되었다.